# Sidi Hammadi
Sidi Hammadi (en àrab سيدي حمادي, Sīdī Ḥammādī; en amazic ⵙⵉⴷⵉ ⵃⵎⵎⴰⴷⵉ) és una comuna rural de la província de Fquih Ben Salah, a la regió de Béni Mellal-Khénifra, al Marroc. Segons el cens de 2014 tenia una població total de 14.227 persones.